# Servizio di sicurezza preventiva
Il Servizio di sicurezza preventiva (inglese: Preventive Security Service, in arabo الأمن الوقائي‎?) è l'apparato ufficiale di sicurezza dell'Autorità Nazionale Palestinese. È stato istituito nel 1994 dal Presidente Yasser Arafat in conformità degli accordi di Oslo.
È un'organizzazione di intelligence interna, parte dei Servizi di sicurezza palestinesi e dipendente dal Ministero degli Interni.
I suoi compiti principali sono la protezione della sicurezza interna dello Stato e dell'Autorità Nazionale Palestinese e la prevenzione dei crimini che colpiscono i dipartimenti governativi, gli enti e le istituzioni pubbliche.
Essa svolge anche un ruolo simile a una polizia politica, con una filiale responsabile per la Striscia di Gaza e una per la Cisgiordania; dopo il conflitto civile del 2007 opera solo in Cisgiordania.
L'organizzazione è stata accusata di tortura e abuso di interrogatorio di oppositori politici e dissidenti dell'ANP. Mohammed Dahlan ha guidato la filiale di Gaza a partire dal 1994 fino alle sue dimissioni nel 2002. Jibril Rajoub era a capo di quella in Cisgiordania, ed anch'egli è stato licenziato in quello stesso anno. 